# Rura Tanjung
Rura Tanjung is een bestuurslaag in het regentschap Humbang Hasundutan van de provincie Noord-Sumatra, Indonesië. Rura Tanjung telt 1819 inwoners (volkstelling 2010).